# 颚口动物门
颚口动物门（學名：Gnathostomulida）又名颚胃动物门，是动物界的一个门。这类无体腔的动物体型很小，生活在浅海细砂间，於1956年首次被發現。目前已记录了18个属，大约有100种。

## 描述
顎口動物體呈長柱形，半透明，分頭、軀幹及尾部。體長0.5至1毫米。
體表覆有一層上皮細胞，每個上皮細胞各具一根纖毛，藉以在砂礫間滑行或游泳。此外也會利用肌肉的收縮進行運動。
沒有體腔，也沒有循環系統或呼吸系統。神經系統亦很簡單。有口和腸盲囊，沒有真正的肛門，但有組織連結腸盲囊與表皮，可充當肛門孔。口內有一梳狀的基板及具齒的側顎，以顎刮取細菌、真菌等為食。
多數雌雄同體。每個個體具有一個卵巢和一到二顆睾丸。受精後，單個卵穿破體壁並附著在附近的砂粒上；母體能夠迅速治癒由此產生的傷口。卵孵化後會生出成蟲的微型版本，無幼蟲階段。
顎口動物沒有已知的化石記錄。儘管其顎骨和某些牙形石之間存在（有爭議的）相似性。